# Kamerun
Kamerun, formellt Republiken Kamerun, är en enhetsstat i centrala och västra Afrika. Den gränsar till Nigeria i väster, Tchad i nordöst, Centralafrikanska republiken i öster, samt Ekvatorialguinea, Gabon, och Kongo-Brazzaville i söder. Kameruns kustlinje utgörs av Bonnybukten, som är en del av Guineabukten och Atlanten. 
Landet kallas "Afrika i miniatyr" för dess geologiska och kulturella variation. Bland naturföreteelserna finns stränder, stäpper, berg, regnskog och savanner. 
I Kamerun bor över 200 olika etniska och språkliga grupper. Landet är välkänt för sina inhemska musikstilar, särskilt makossa och bikutsi, och för sitt framgångsrika fotbollslandslag. 
Bland de tidiga inbyggarna i området fanns saocivilisationen runt Tchadsjön och jägar- och samlarfolket baka i regnskogen i sydöst. Portugisiska upptäcktsresande nådde kusten på 1400-talet och kallade området Rio dos Camarões ("Räkornas flod"), varifrån namnet Kamerun härstammar. Fulanisoldater grundade Adamawa-emiratet i norr under 1800-talet, och olika etniska grupper i väst och nordväst upprättade mäktiga hövdingadömen. Kamerun blev en tysk koloni 1884. Efter första världskriget delades territoriet mellan Frankrike och Storbritannien som NF-mandat. Partiet Union des Populations du Cameroun förespråkade självständighet men förbjöds på 1950-talet. Det förde krig mot franska och kamerunska styrkor till 1971. År 1960 blev franska Kamerun självständigt som Republiken Kamerun under president Ahmadou Ahidjo. Den södra delen av brittiska Kamerun gick samman med den 1961 och bildade Förbundsrepubliken Kamerun. Landet bytte namn till Förenade republiken Kamerun 1972 och Republiken Kamerun 1984.
Jämfört med andra länder i Afrika är Kamerun politiskt och socialt stabilt. Detta har möjliggjort utveckling av jordbruk, vägar, järnvägar och stora olje- och träindustrier. Ändå lever många kamerunier i fattigdom som småbrukare. Makten ligger stadigt i händerna på presidenten Paul Biya och hans parti Cameroon People's Democratic Movement, och korruptionen är utbredd. Den engelskspråkiga befolkningen har blivit allt mer alienerad från regeringen, och engelskspråkiga politiker har efterfrågat ökad decentralisering eller till och med utbrytning av de före detta brittiskstyrda territorierna.

## Historia

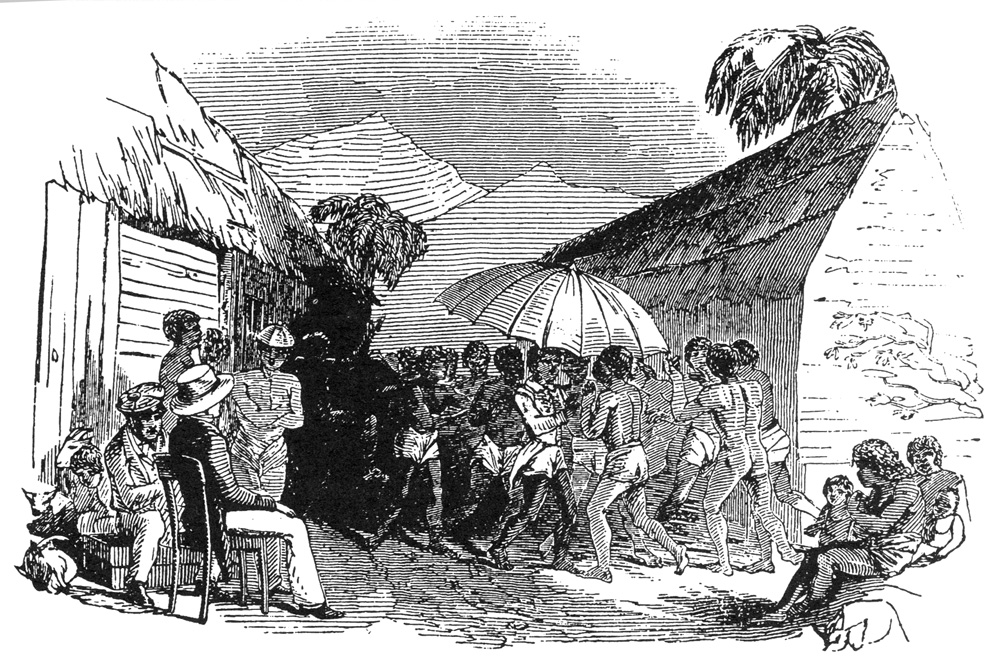
Joseph Merrick (här visad vid en isububegravning 1845) var en jamaicansk baptistisk missionär som upprättade en kyrka bland isubu vid kusten.

Området för nuvarande Kamerun befolkades första gången under neolitikum. De folkgrupper som har varit bosatta längst i området är pygmégrupperna såsom baka. Saokulturen uppstod omkring Tchadsjön cirka 500 e.Kr. och beredde vägen för Kanemriket och dess efterträdare Bornuriket. I väster uppstod kungariken och hövdingadömen.
Portugisiska sjömän nådde kusten år 1472. De lade märke till stora mängder räkor och kräftor i floden Wouri och kallade den Rio dos Camarões, portugisiska för "Räkfloden", varifrån namnet Kamerun härstammar. Under de följande århundradena bedrev europeiska intressen regelbundet handel med kustbefolkningarna, och kristna missionärer färdades inåt landet. I början av 1800-talet ledde Modibo Adama fulanisoldater i ett jihad i norr mot icke-muslimska och delvis muslimska folk och upprättade Adamawa-emiratet. När bofasta folk flydde från fulani skedde en stor folkomflyttning.
Kejsardömet Tyskland gjorde anspråk på territoriet som kolonin Kamerun 1884 och påbörjade en stadig framryckning inåt land i vad som blev kolonin Tyska Kamerun. De inledde projekt för att förbättra kolonins infrastruktur, med hjälp av en sträng tillämpning av tvångsarbete. När Tyskland förlorade första världskriget blev Kamerun ett NF-mandat och delades i Franska Kamerun Cameroun (Östkamerun) och Brittiska Kamerun Cameroons (Västkamerun) år 1919. Fransmännen integrerade försiktigt Franska Kameruns ekonomi med Frankrikes och förbättrade infrastrukturen med kapitalinvesteringar, utbildad arbetskraft och fortsatt tvångsarbete. Britterna administrerade sitt territorium från grannlandet Nigeria. De infödda klagade på att detta gjorde dem till en försummad "koloni till en koloni". Nigerianska arbetskraftsinvandrare flockades till södra brittiska Kamerun, vilket gjorde slut på tvångsarbetet men upprörde de inhemska folkgrupperna. NF-mandaten ombildades till förvaltarskapsområden under FN 1946, och frågan om självständighet blev angelägen i Franska Kamerun. Frankrike förbjöd det mest radikala politiska partiet, Union des Populations du Cameroun (UPC), den 13 juli 1955. Detta föranledde ett långvarigt gerillakrig och mord på partiledaren Ruben Um Nyobé. I Brittiska Kamerun var frågan om man skulle återförenas med Franska Kamerun eller ansluta sig till Nigeria.

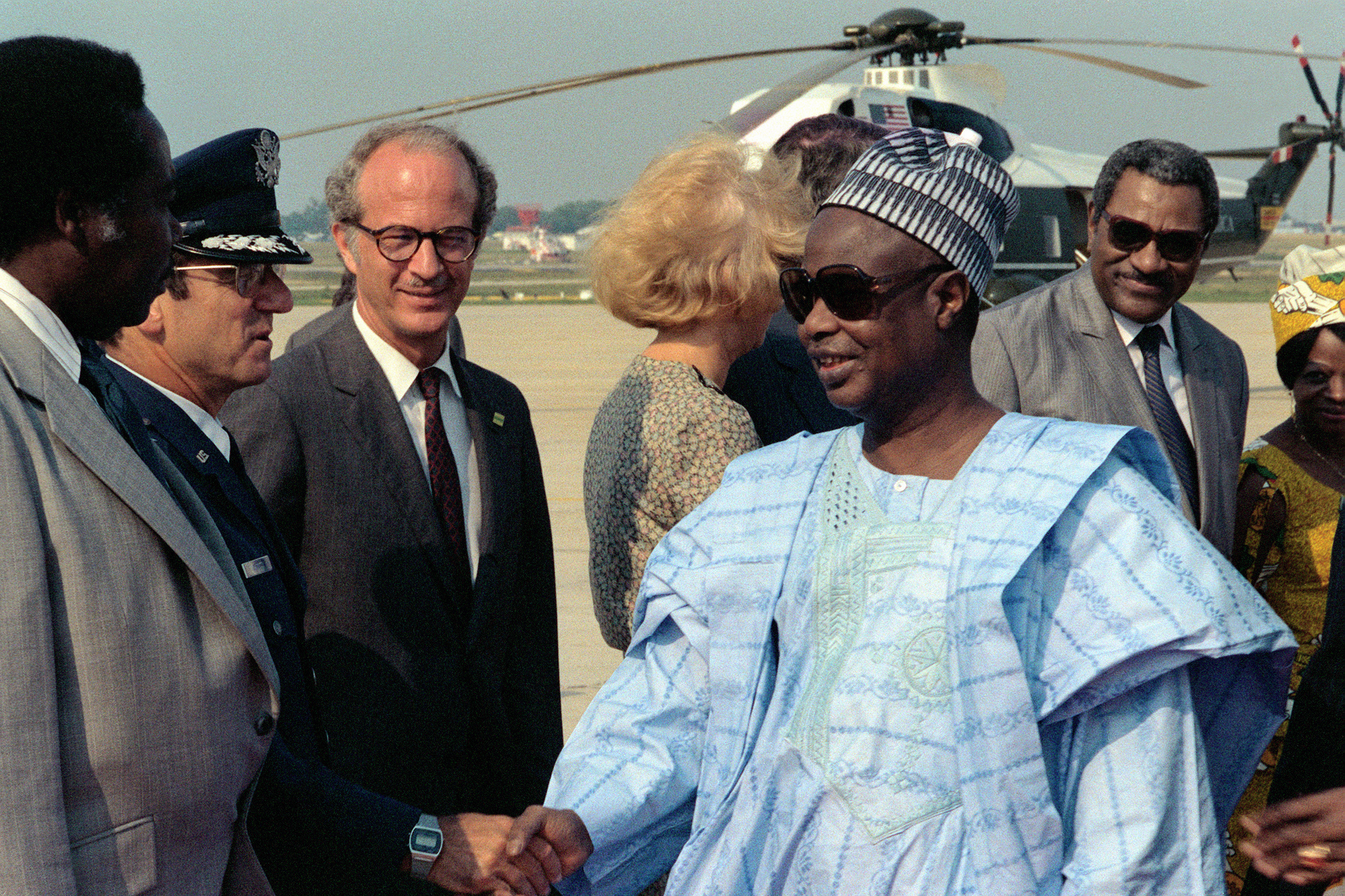
Ahmadou Ahidjo anländer till Washington, D.C. i juli 1982.

Efter andra världskriget växte oron i den franska delen och ledde så småningom till att Frankrike och FN beviljade landet självständighet den 1 januari 1960  under president Ahmadou Ahidjo, och den 1 oktober 1961  efter en folkomröstning förenades det tidigare brittiska södra Kamerun med sin granne för att bilda Förbundsrepubliken Kamerun. Dock var den tyska kolonins utbredning större än dagens Kamerun. Delar därav ligger i dagens Nigeria, Tchad, Centralafrika samt Gabon. Ahidjo utnyttjade det pågående kriget mot UPC och rädsla för etniska konflikter till att koncentrera makten till presidentposten, och fortsatte med detta även efter att UPC hade slagits ned 1971. Hans politiska parti, Cameroon National Union (CNU), blev det enda lagliga partiet den 1 september 1966 och 1972 avskaffades det federala systemet till förmån för en enhetsstat som styrdes från Yaoundé. Ahidjo följde en ekonomisk politik med "planerad liberalism", där han prioriterade kommersiellt jordbruk och oljeutvinning. Regeringen använde oljepengar för att skapa en statlig valutareserv, betala bönder och finansiera större utvecklingsprojekt. Många initiativ misslyckades dock när Ahidjo tillsatte okvalificerade allierade för att styra dem.
Ahidjo avgick den 4 november 1982 och överlämnade makten till sin författningsenliga efterträdare, Paul Biya. Abidjo behöll dock kontrollen över CNU och försökte styra landet från bakom kulisserna tills Biya och hans allierade förmådde honom att avgå. Biya påbörjade sin regeringstid med att röra sig mot ett mer demokratiskt styre, men en misslyckad statskupp förde honom i riktning mot sin företrädares ledarskapsstil. En ekonomisk kris utbröt från mitten av 1980-talet till slutet av 1990-talet som en följd av internationella ekonomiska villkor, torka, fallande oljepriser och åratal av korruption och misskötsel. Kamerun vände sig till utländskt bistånd, skar ned i statliga utgifter och privatiserade industrier. När flerpartisystem återinfördes i december 1990 efterfrågade engelskspråkiga påtryckningsgrupper större självstyre, och några förespråkade fullständig självständighet som Republiken Ambazonia.
Landet har i allmänhet varit stabilt, vilket har möjliggjort utveckling av jordbruk, vägar, järnvägar och petroleumindustri. Trots att Kamerun under senare år blivit något mer demokratiskt ligger den politiska makten fortfarande hos en etnisk oligarki.

## Geografi

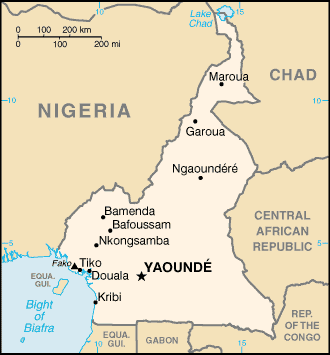
Kamerun

Kamerun har en yta på 475442 km² och är därmed världens 53:e största land. Det är jämförbart i storlek med Papua Nya Guinea och något större än den amerikanska delstaten Kalifornien eller ungefär 5 % större än Sveriges yta. Landet ligger i Central- och Västafrika vid Bonnybukten, som är en del av Guineabukten och Atlanten. Turistlitteratur beskriver Kamerun som "Afrika i miniatyr" eftersom det uppvisar de flesta av världsdelens viktigare klimat- och växtzoner: kust, stäpp (sahel), berg, regnskog och savann. Landet gränsar till Nigeria i väster, Tchad i nordost, Centralafrikanska republiken i öster, samt Ekvatorialguinea, Gabon och Kongo-Brazzaville i söder.
Klimatet varierar med terrängen, från tropiskt vid kusten till halvtorrt och hett i norr. Det finns vulkaner som ibland släpper ut giftiga gaser.

### Topografi

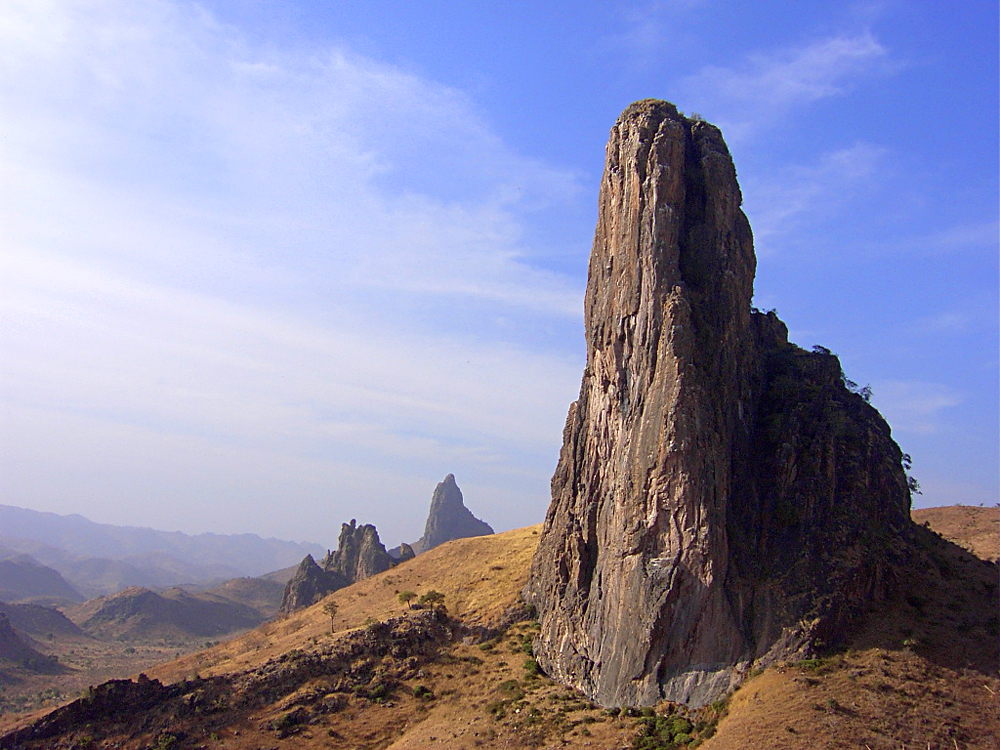
Vulkaniska toppar är utspridda över landskapet nära Rhumsiki i Mandarabergen i provinsen Extrême Nord/Far North.

Kamerun indelas i fem större geografiska zoner som åtskiljs av dominerande kännetecken i landskap,  klimat och växtlighet. Kustslätten sträcker sig 15 till 150 kilometer inåt land från Guineabukten och har en genomsnittlig höjd på 90 meter. Detta bälte är ytterst hett och fuktigt med kort torrperiod, täcks av tät skog och innefattar några av jordens våtaste platser. Den sydkamerunska platån höjer sig från kustslätten till en genomsnittlig höjd på 650 meter. Detta område domineras av regnskog, men växlingarna mellan regnperioder och torrperioder gör det mindre fuktigt än kustområdet.
En oregelbunden kedja av berg, kullar och platåer sträcker sig från Kamerunberget vid kusten, som är Kameruns högsta punkt med 4 095 meters höjd, nästan till Tchadsjön vid Kameruns norra spets. Denna region har milt klimat, särskilt på den västra högplatån, fastän nederbörden är riklig. Dess jordar hör till Kameruns mest fruktbara, särskilt omkring det vulkaniska Kamerunberget. Berget är en aktiv vulkan som hade sitt senaste utbrott år 2000. Vulkanismen har skapat kratersjöar. Den 21 augusti 1986 spydde en av dessa, Nyossjön, ut koldioxid som dödade mellan 1 700 och 2 000 människor.
Sydplatån stiger norrut till det gräsbevuxna, oländiga Adamawaplatån. Detta landskap sträcker sig från bergsområdet i väster och bildar en barriär mellan landets norra och södra delar. Dess genomsnittliga höjd över havet är 1 100 meter, och dess temperatur varierar från 22 till 25 °C med hög nederbörd. Låglandsområdet i norr sträcker sig från Adamawas kant till Tchadsjön och har en höjd på 300 till 350 meter. Dess karakteristiska växtlighet är savannsnår och gräs. Detta är en torr region med sparsam nederbörd och hög medeltemperatur.

### Hydrografi
Kamerun har fyra avrinningsmönster. I söder är de huvudsakliga floderna Ntem, Nyong, Sanaga  och Wouri. Dessa flyter åt sydväst eller väst direkt ut i Guineabukten. Floderna Dja och Kadéï avrinner åt sydost ut i Kongofloden. I norra Kamerun flyter Benuefloden västerut och avrinner i Niger. Floden Logone flyter norrut till Tchadsjön, som Kamerun delar med tre grannländer.

### Miljöproblem
Några av Kameruns miljöproblem är avskogning med åtföljande utbredning av öken, tjuvfiske och överfiskning. Vattenburna sjukdomar är allmänt förekommande.

## Styre och politik

### Författning och styre

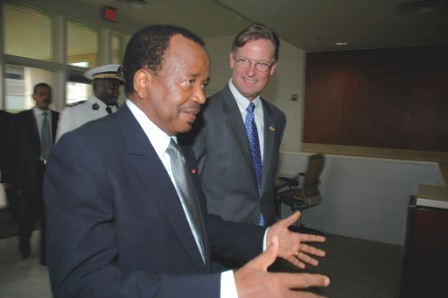
Kameruns president Paul Biya, här tillsammans med den amerikanske ambassadören R. Niels Marquardt 16 februari 2006.

Kameruns president har vidsträckta, ensidiga befogenheter att skapa politik, administrera myndigheter, föra befäl över militären, framförhandla och ratificera fördrag och utlysa undantagstillstånd.. Presidenten utser statliga ämbetshavare på alla nivåer, från premiärministern (som officiellt är regeringschef) till provinsguvernörer och ledamöter av stadsfullmäktige i större städer. Presidenten väljs i direkta val vart sjunde år. I mindre kommuner väljer folket borgmästare och kommunfullmäktige. 
Nationalförsamlingen stiftar lag. Den består av 180 ledamöter som väljs för femåriga mandatperioder och samlas tre gånger om året. Lagar antas med majoritetsröstning. Församlingen har sällan ändrat eller blockerat lagstiftning som föreslagits av presidenten. Grundlagen från 1996 föreskriver en andra kammare i parlamentet, Senaten med 100 ledamöter, men denna institution har aldrig blivit införd i praktiken. Regeringen erkänner traditionella hövdingars befogenhet att styra på den lokala nivån och att lösa konflikter, så länge som sådana beslut inte strider mot landets lag.

### Administrativ indelning

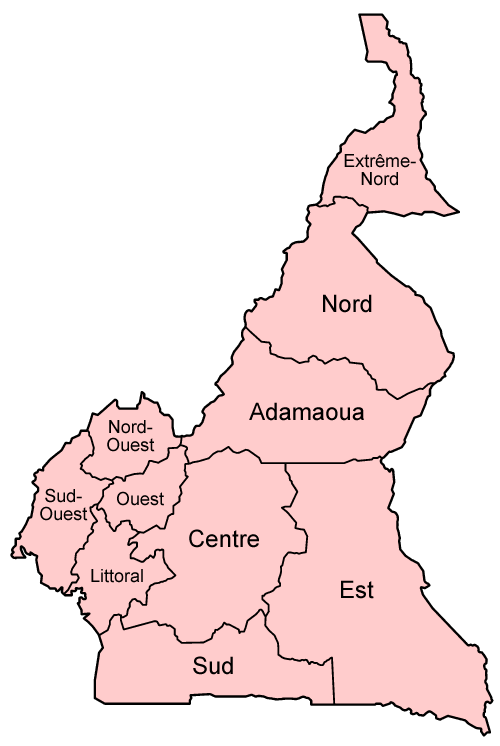
Kamerun är indelat i 10 provinser.

Grundlagen indelar Kamerun i 10 halvautonoma regioner som vart och ett styrs av ett valt regionråd. I praktiken följer Kamerun fortfarande det system som gällde innan den nya grundlagen antogs år 1996. Landet är indelat i 10 provinser, som var och en styrs av en guvernör utsedd av presidenten. Dessa ledare har ansvar för att genomdriva presidentens vilja, rapportera om provinsernas allmänna stämning och tillstånd, administrera förvaltningen, upprätthålla den allmänna ordningen och övervaka ledarna för de mindre administrativa enheterna. Guvernörerna har vidsträckta befogenheter: de kan beordra propaganda i sitt område och kalla in armén, gendarmer och polis. Provinserna är underindelade i 58 departement (franska départements). Dessa leds av prefekter (franska prefets) utsedda av presidenten, som utför guvernörernas uppgifter i mindre skala. Departementen är vidare underindelade i arrondissement (arrondissements), ledda av biträdande prefekter (sous-prefets). Distrikten, som administreras av distriktschefer (chefs de district), är de minsta administrativa enheterna. Dessa återfinns i stora arrondissement och i regioner som är svåra att nå.
De tre nordligaste provinserna är Extrême Nord/Far North,  Nord/North, och Adamaoua/Adamawa. Omedelbart söder om dem ligger Centre och Est/East. Sud/South ligger vid Guineabukten och gränsen i söder. Kameruns västra region är indelad i fyra mindre provinser: Littoral och Sud-Ouest/Southwest ligger vid kusten, och Nord-Ouest/Northwest och Ouest/West ligger på de västra grässlätterna. Nord-Ouest/Northwest och Sud-Ouest/Southwest ingick tidigare i Brittiska Kamerun, medan de övriga tillhörde Franska Kamerun.

### Politik
President Paul Biyas Kamerunska folkets demokratiska samling (RDPC) var det enda lagliga politiska partiet fram till december 1990. Sedan dess har många etniska och regionala politiska grupperingar bildats. Den främsta oppositionen är Socialdemokratiska fronten (SDF), som till stor del är baserad i den engelskspråkiga delen av landet och leds av John Fru Ndi. Biya och hans parti har behållit kontrollen över presidentposten och nationalförsamlingen i nationella val, men rivaler hävdar att dessa har varit orättvisa. Människorättsorganisationer hävdar att regeringen undertrycker oppositionsgruppers friheter genom att förhindra demonstrationer, störa möten och arrestera oppositionsledare och journalister. Freedom House rankar Kamerun som "inte fritt" i fråga om politiska rättigheter och medborgerliga friheter. Det senaste parlamentsvalet hölls 22 juli 2007.

### Rättsväsen

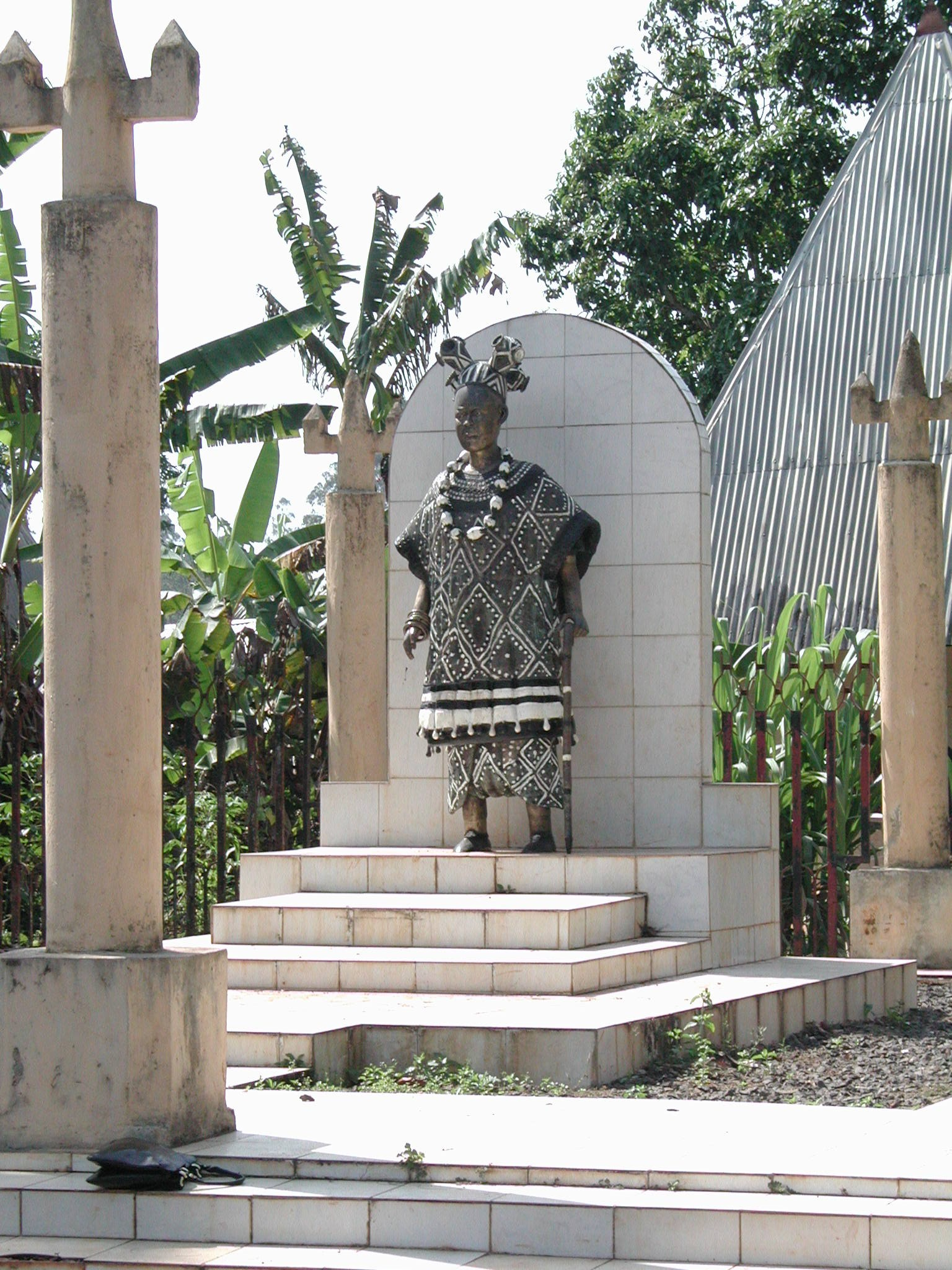
En staty av en hövding i Bana i provinsen Ouest/West visar den prestige som har givits sådana härskare. Kameruns regering erkänner traditionella institutioners makt under förutsättning att deras beslut inte går emot nationell lagstiftning.

Kameruns rättssystem är till stor del baserat på fransk civilrätt, med inflytande från common law. Fastän rättsväsendet till namnet är oberoende faller det under justitieministeriet. Presidenten utnämner domare på alla nivåer. Rättsväsendet är officiellt indelat i tribunaler, appellationsdomstolen och högsta domstolen. Nationalförsamlingen utser de nio ledamöterna i High Court of Justice som dömer höga företrädare för staten om de anklagas för högförräderi eller för att skada rikets säkerhet.
Människorättsorganisationer anklagar polisen och militären för att behandla illa och till och med tortera misstänkta brottslingar, etniska minoriteter, homosexuella och politiska aktivister. Fängelserna är överbefolkade och har dålig tillgång till tillräcklig föda och sjukvård, och fängelser som styrs av traditionella ledare i norr anklagas för att hålla politiska motståndare fångna på regeringens begäran. Sedan början av 2000-talet har dock ett ökande antal poliser blivit åtalade för olämpligt beteende.

### Internationella relationer
Kamerun är medlem av både Samväldet och La Francophonie. I utrikespolitiken följer landet nära sin huvudsakliga allierade, Frankrike. Landet är mycket beroende av Frankrike för sitt försvar, fastän de militära utgifterna är höga jämfört med andra statliga utgifter. Biya har varit i konflikt med Nigerias regering rörande rätten till Bakassihalvön och med Gabons tidigare president, El Hadj Omar Bongo, rörande personliga rivaliteter. Trots detta är inbördeskrig ett mer troligt hot mot nationell säkerhet, då spänningar mellan kristna och muslimer och mellan engelskspråkiga och franskspråkiga är fortsatt starka.
Att överbrygga traditionell stamsplittring och att bygga upp en centralmakt har varit av stor vikt. Landet har utrikespolitiskt följt en neutral linje och strävat efter goda relationer med både öst och väst.

### Försvar
Man har skrivit på, men inte ratificerat avtal om att inte tillåta kärnvapenprovningar.

## Ekonomi och infrastruktur
Kameruns BNP per capita uppskattades till 2 421 amerikanska dollar år 2005, vilket är högt för ett afrikanskt land.
Arbetslösheten som uppskattades till 30 % år 2001 hade minskat till 4,3 % år 2014.. Omkring 48 % av befolkningen levde under fattigdomsgränsen år 2000. Sedan slutet av 1980-talet har Kamerun följt program som förespråkas av Världsbanken och Internationella valutafonden (IMF) för att begränsa fattigdomen, privatisera industrier och öka den ekonomiska tillväxten.
Kamerun har oljefyndigheter och gynnsamma jordbruksförhållanden, och har därför goda ekonomiska förutsättningar. Landet har ändå många av de problem som kännetecknar underutvecklade länder. Inkomstskillnaderna mellan höginkomsttagare och låginkomsttagare är stora, ginikoefficienten låg 2001 på 44,6.

### Näringsliv

#### Jord-,skogsbruk och fiske

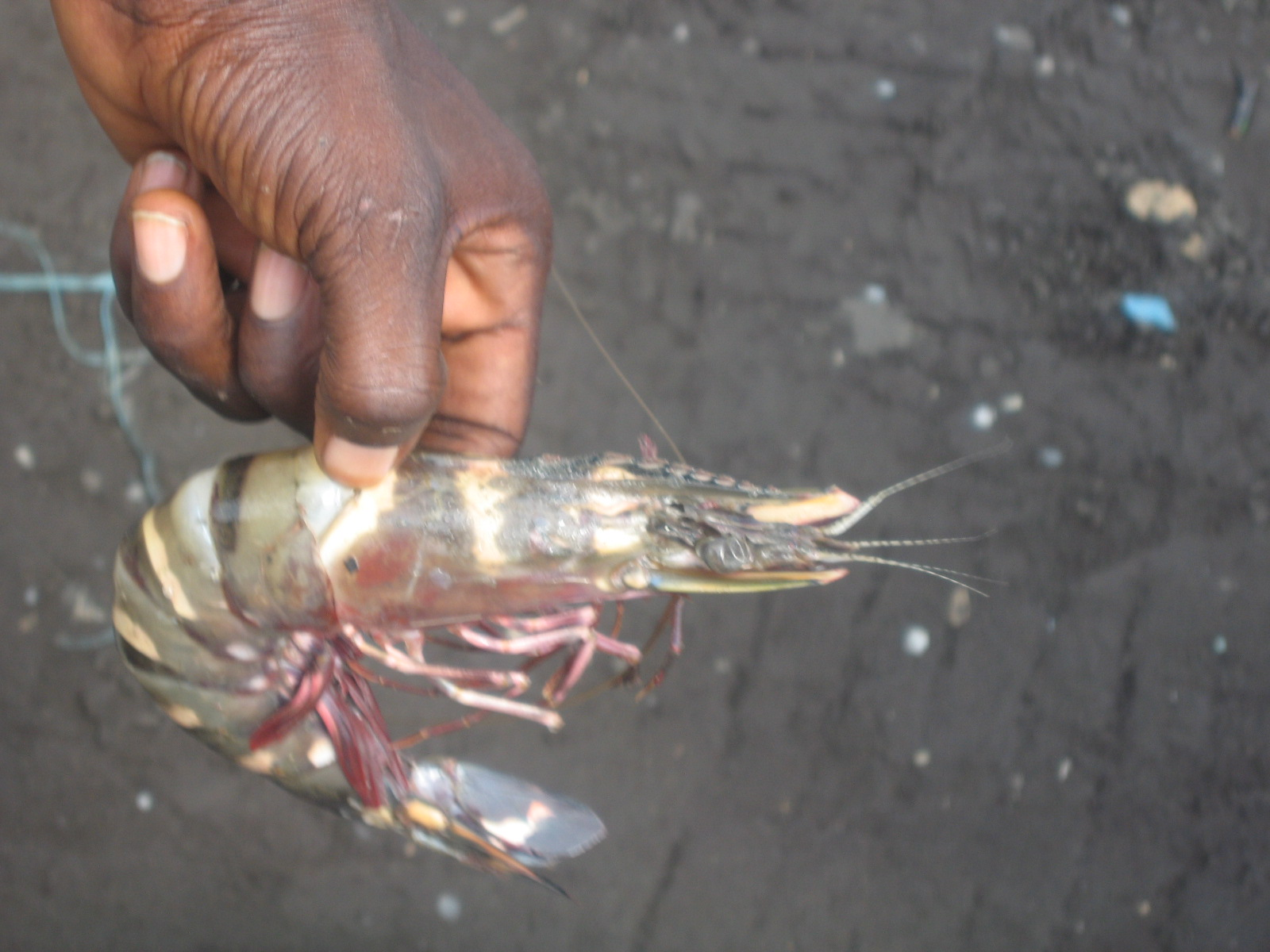
Fiske är en stor näringsgren i Kamerun. Portugisiska upptäcktsresande på 1400-talet hittade räkor i sådana mängder att de kallade området Rio dos Camarões ("Räkfloden"), namnet varifrån Kamerun härstammar. Denna räka fångades vid Limbe 2007.

Uppskattningsvis 70 % av befolkningen är jordbrukare, och jordbruk uppskattades utgöra 44,3 % av BNP år  2006. Det mesta av jordbruket utförs för husbehov av lokala jordbrukare som använder enkla redskap. De säljer sin överskottsproduktion, och några håller särskilda åkrar för kommersiell användning. Stadscentrumen är särskilt beroende av jordbruket för sina livsmedel. Jordarna och klimatet vid kusten uppmuntrar utbredd kommersiell odling av bananer, kokos, oljepalmer, gummi och te. Inåt landet på höglandet i södra Kamerun odlas kommersiella grödor som kaffe, socker och tobak. Kaffe är en viktig gröda i högländerna i väster, och i norr gynnar naturförhållandena grödor som bomull, jordnötter och ris. Kameruns beroende av jordbruksexport gör landet sårbart för förändringar i priser på jordbruksprodukter.

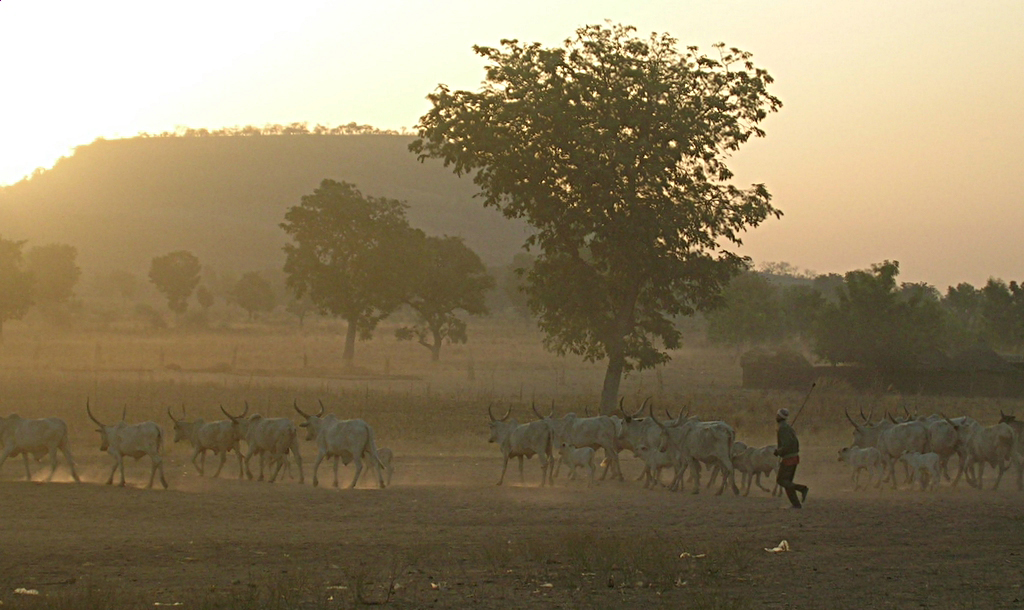
En fulaniherde vallar sin boskap i norra Kamerun.

Boskapsskötsel bedrivs i hela landet. Fiske sysselsätter omkring 5000 personer och ger 2000 ton föda om året. Bushmeat, det vill säga kött av vilda djur, var länge en stapelföda för kamerunier på landsbygden, men är idag en delikatess i landets städer. Handeln med kött från vilda djur har numera överträffat avskogning som det största hotet mot djurlivet i Kamerun.
Regnskogen i söder har stora mängder träd, som uppskattas täcka 37 % av Kameruns totala landyta. Stora delar av skogen är dock svåra att nå. Avverkning, som till stor del sköts av utlandsägda företag, ger regeringen 60 miljoner US-dollar om året, och lagen ger rätt till säker och hållbar utvinning av trä. Ändå är i praktiken denna industri en av de minst reglerade i Kamerun.

#### Energi och råvaror
Kameruns naturtillgångar består av petroleum, timmer, vattenkraft, bauxit och järnmalm.
Kameruns naturtillgångar lämpar sig bättre för jordbruk och skogsbruk än för industri. 
Petroleumutvinningen har minskat sedan 1985, men detta är fortfarande en såpass betydelsefull sektor att prisfall har en stark effekt på ekonomin. Strömmar och vattenfall utgör hinder för floderna i söder, men dessa platser ger möjligheter till utveckling av vattenkraft och ger det mesta av Kameruns elektricitet. Floden Sanaga har den största vattenkraftstationen, som ligger vid Edéa. Återstoden av Kameruns elektricitet kommer från oljedrivna värmemaskiner. En stor del av landet har fortfarande ingen tillförlitlig tillgång till elektricitet.

#### Industri
Fabriksbaserad industri stod för uppskattningsvis 15,7 % av BNP år 2006. Mer än 75 % av Kameruns industriella styrka är belägen i Douala och Bonabéri. Kamerun har stora mineraltillgångar, men dessa utvinns inte i större omfattning.

#### Tjänster och turism
Turism är en växande näringsgren, särskilt i kustområdet, runt Kamerunberget och i norr.

### Handel
Bland de viktigare exportmarknaderna finns Frankrike, Italien, Sydkorea, Spanien och Nederländerna. Kamerun ingår i Banque des Etats de l'Afrique Centrale och Centralafrikas ekonomiska och monetära gemenskap (CEMAC). Dess valuta är CFA-franc. Byråkrati, höga skatter och korruption har dämpat den privata sektorns tillväxt.

### Infrastruktur

#### Transporter

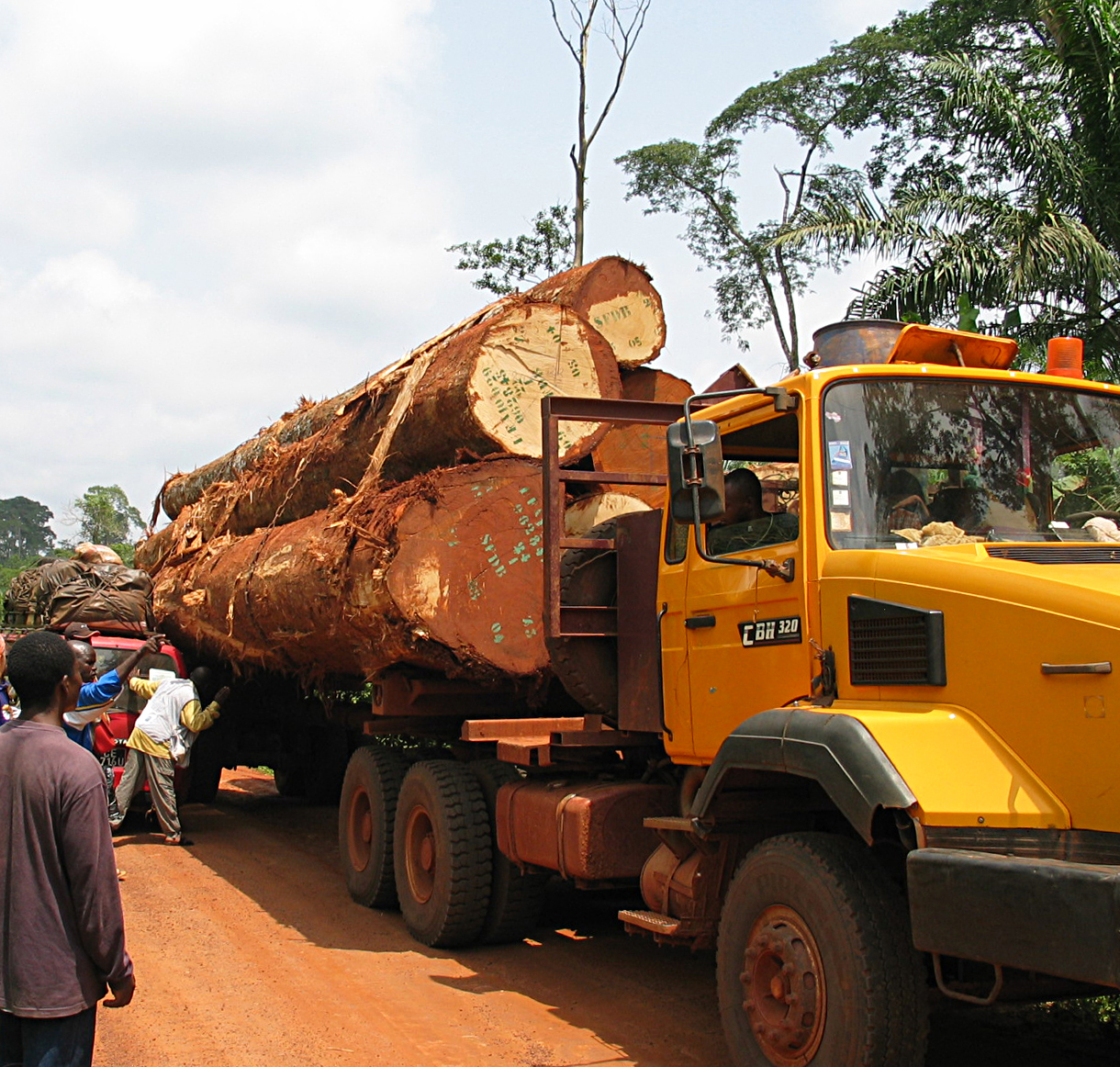
En bushtaxi försöker passera ett stillastående avverkningsfordon på vägen mellan Abong-Mbang och Lomié, provinsen Est/East.

Transport i Kamerun är ofta svårt. Vägarna är dåligt underhållna och underkastade växlande väder, eftersom endast 10 % av dem är asfalterade. Vägspärrar har ofta inte mycket annat till syfte än att låta poliser och gendarmer samla in mutor från resenärer. Vägbanditism har länge drabbat transport vid de östra och västra gränserna, och sedan 2005 har problem intensifierats i öster medan Centralafrikanska republiken blivit mer destabiliserad.
Järnvägsnätet sträcker sig från Kumba i väster till Bélabo i öster och norrut till Ngaoundéré.
Det finns internationella flygplatser i Douala och Garoua och en mindre flygplats vid Yaoundé. Floden Wouris mynning ger en hamn åt Douala, landets främsta hamnstad. I norr är Benuefloden farbar säsongsvis från Garoua över till Nigeria.

#### Post, telefoni och internet
Kommunikationsmedel, som landbaserade telefoner och telegrafer, är till stor del under statlig kontroll. Mobiltelefoninätverk och Internetleverantörer har dock ökat dramatiskt sedan början av 2000-talet och är till stor del oreglerade.

#### Utbildning och forskning
| Läs- och skrivkunnighet      | 2020   |
| ---------------------------- | ------ |
| Andel av befolkningen >15 år | 77,1 % |

De flesta barn har tillgång till kostnadsfria statliga skolor eller subsidierad privat och religiös undervisning. Utbildningssystemet är en blandning av brittiska och franska föregångare och undervisningen hålls mestadels på engelska eller franska. Kamerun har en av de högsta nivåerna i Afrika för närvaro i skolan. Flickor går i skolan mindre regelbundet än pojkar på grund av kulturella attityder, plikter i hushållet, tidiga äktenskap och graviditeter samt sexuella trakasserier. Även om närvaronivåerna är högre i södern, är ett oproportionerligt antal lärare placerade där, vilket gör att skolor i norr är kroniskt underbemannade.

#### Sjukvård, andra viktiga samhällstjänster

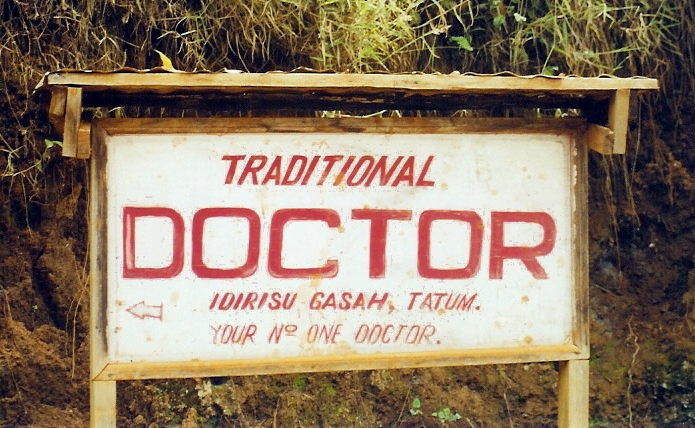
En traditionell doktor gör reklam för sina tjänster i byn Tatum i Northwest Province. Sådana helare är populära alternativ till konventionellt utbildade läkare.

Kvaliteten på sjukvården är generellt låg. Utanför de större städerna är sjukvårdslokalerna ofta smutsiga och dåligt utrustade. Traditionella helare är alltjämt ett populärt alternativ till västerländsk medicin.

## Befolkning

### Demografi
År 2005 uppskattades Kameruns befolkning till 17 795 000. På 15 år, år 2020, hade befolkningen ökat med ungefär 10 miljoner till  27 744 989. Enligt uppgifter från år 2020 var befolkningen ung, uppskattningsvis 42,3 % var under 15 år, och 96,9 % var under 65 år. Födelsetalet uppskattades samma år till 36,3 födda per 1 000 invånare och dödstalet till 8,1 per 1 000 invånare. Varje kvinna födde i genomsnitt 4,66 barn. Den förväntade livslängden var 62,3 år (60,6 år för män och 64 år för kvinnor).
Kameruns befolkning är nästan jämnt fördelad mellan stadsbefolkning och landsbygdsbefolkning. Folktätheten är högst i storstäderna, på högländerna i väster och på slätten i nordöst. De största städerna är Douala, Yaoundé och Garoua. Adamawahöglandet, sydöstra Benuesänkan och större delen av höglandet i södra Kamerun är däremot glest befolkade. Människor från de överbefolkade högländerna i väster och den outvecklade norra delen flyttar till kustområdet och städerna för att få arbete. Mindre flyttningar sker när arbetare söker arbete i sågverk och på plantager i söder och öster. Könsfördelningen i landet som helhet är relativt jämn, men dessa utflyttare är främst män, vilket leder till obalanserad könsfördelning i vissa områden.
Befolkningens medianålder: 18,5 år (2020)

#### Minoriteter
Enligt olika uppskattningar finns mellan 230 och 282 olika etniska och språkliga grupper i Kamerun. I stora drag delas dessa av Adamawahöglandet i en nordlig och en sydlig del. De nordliga folken är sudanesiska etniska grupper, som bor i de centrala högländerna och de norra lågländerna, och fulani, som är spridda över hela norra Kamerun. Ett litet antal shuwa-araber bor nära Tchadsjön. Södra Kamerun bebos av folk som talar bantuspråk och semibantuspråk. Bantutalande grupper bor i kust- och ekvatorområdena, medan talare av semibantuspråk bor på grässlätterna i väster. Ungefär 5 000 pygméer strövar omkring i regnskogarna i sydöst och vid kusten eller bor i små bosättningar vid vägkanter.

#### Migration
Kriget i Centralafrikanska republiken har drivit mer än 20 000 flyktingar till provinserna Adamaoua och Est sedan 2002, och kidnappningar av kamerunska medborgare av centralafrikanska banditer har ökat sedan 2005. Nigerianer, särskilt igbo, utgör den största gruppen utlänningar.

### Språk
Språken I Kamerun utgörs av 24 större afrikanska språkgrupper, engelska, franska (officiella språk)
De europeiska språk som infördes under kolonialtiden har skapat en språklig klyfta mellan den engelskspråkiga femtedel av befolkningen som bor i provinserna Northwest och Southwest och det franskspråkiga landet i övrigt. Både engelska och franska är officiella språk. Kamerunsk pidginengelska är vanligast som lingua franca, särskilt i de tidigare brittiskadministrerade territorierna. En blandning av engelska, franska och pidgin som kallas camfranglais har fått ökad popularitet i städer sedan mitten av 1980-talet.

### Religion
Religiös tillhörighet: inhemska religioner 40 %, kristna 40 %, muslimer 20 %
Kristendom och islam är de största religionerna i Kamerun. Officiellt utgörs befolkningen av ungefär 70 % kristna (varav ungefär hälften tillhör den romersk-katolska kyrkan), 21 % muslimer och 6 % animister. Mindre grupper av bahá'ítroende, judar och sekulära finns också.
Muslimerna tillhör framför allt de nordliga folkgrupperna, som fulanifolket. Protestanterna finns framför allt i de engelskspråkiga områdena i västra Kamerun medan katolikerna har sitt starkaste fäste i de franskspråkiga områdena i söder.
Anhängare av traditionell afrikansk religion och animism är främst koncentrerad till landsbygden, där den finns i många lokala variationer. I sydvästra Kamerun utövas jengukulten medan många inom beti-pahuinfolket, i Kameruns regnskogar, är bwititroende. Officiellt råder religionsfrihet men regeringen förbjuder utövandet av "trolldom" och misstänkta häxor utsätts ofta för våld.
Kristna har också utsatts för förföljelse. I landets största stad Douala ska marinsoldater i januari 1998 ha brutit sig in i en kyrka, stulit,  slagit, knivhuggit och våldtagit.
Två år senare stormade säkerhetsstyrkor en annan kyrka i samma stad, under pågående mässa för att arrestera en del och misshandla andra.
1990 infördes en lag som begränsar religionsfriheten. För att kunna verka öppet i landet måste alla trossamfund registreras av myndigheterna.
Att sådan registrering beviljas är sedan dess mer undantag än regel.  Enligt CNN använder president Paul Biya militär för att stänga alla pingstkyrkor i huvudstaden Yaoundé och i staden Bamenda. 

### Sociala förhållanden

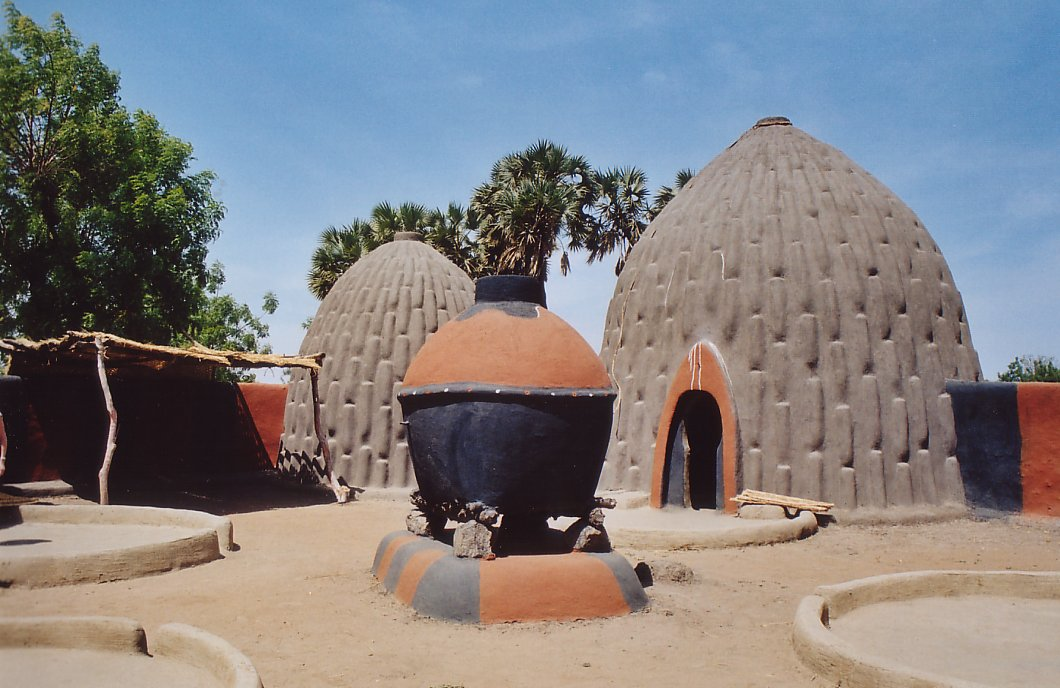
Musgumfolkets hem, i provinsen Extrême nord, är tillverkade av jord och gräs.

Både monogama och polygama äktenskap förekommer, och den kamerunska genomsnittsfamiljen är stor och utökad. I norr ägnar sig kvinnor åt hemmet och män vallar boskap eller arbetar som jordbrukare. I söder odlar kvinnorna familjens mat, medan männen tillhandahåller kött och odlar kommersiella grödor. Samhället i Kamerun är mansdominerat och våld och diskriminering mot kvinnor är vanligt. Vid början av puberteten utsätts uppskattningsvis 26 % av flickorna för "bröststrykning", vilket innebär att deras bröst bankas eller masseras med upphettade föremål för att hindra dem från att utvecklas. Syftet är att hindra flickorna från att bli sexuellt aktiva i förtid och att skydda dem från sexuella övergrepp. Kvinnlig könsstympning utövas i delar av provinserna Extrême Nord/Far North och Sud-Ouest/Southwest.

#### Korruption
Korruptionen är utbredd på alla politiska nivåer. År 1997 upprättade Kamerun antikorruptionsbyråer i 29 ministerier, men endast 25 % kom i bruk, och år 2018 placerade Transparency International Kamerun som nummer 152 på en lista över 180 indexerade länder ordnade från minst till mest korrumperat. Den 18 januari 2006 inledde Biya en kampanj mot korruption under ledning av National Anti-Corruption Observatory.

### Hälsa
Spädbarnsdödligheten uppgick till 5,15 procent år 2020.
Bland de endemiska sjukdomarna finns denguefeber, filariasis, sandmyggefeber, malaria, hjärnhinneinflammation, snäckfeber och sömnsjuka. Andelen personer i åldern 15-49 som har hiv/aids uppskattas till 5,4 %, men ett starkt stigma mot sjukdomen håller antalet rapporterade fall onaturligt lågt.

## Kultur

### Massmedier
Fastän tryckfriheten har förbättrats sedan början av 2000-talet är pressen korrumperad och beroende av särintressen och politiska grupperingar. Tidningarna bedriver rutinmässig självcensur för att undvika efterverkningar från regeringen. De större radio- och TV-stationerna är statliga.

### Konstarter

#### Musik och dans
Musik och dans är en omistlig del av kamerunska ceremonier, festivaler, sociala sammankomster och historieberättande. Traditionella danser är mycket koreograferade och skiljer män från kvinnor eller förbjuder det ena av könen att delta överhuvudtaget. Dansernas syften varierar från ren underhållning till religiös vördnad. Traditionellt förmedlas musik muntligt. I ett typiskt framförande ekar en kör en solist. Det musikaliska ackompanjemanget kan vara så enkelt som att klappa händer och stampa med fötterna, men traditionella instrument är bland annat klockor som bärs av dansare, klappinnar, trummor och talande trummor, flöjter, trumpeter, skallror, stränginstrument, visslor och xylofoner. Den exakta kombinationen varierar efter etnisk grupp och region. Vissa sångare sjunger fullständiga sånger själva, ackompanjerade av ett harpliknande instrument.
Populära musikstilar är bland andra ambasse bey vid kusten, assiko hos bassa, mangambeu hos bangangte och tsamassi hos bamileke. Nigeriansk musik har influerat engelskspråkiga kamerunska artister, och Prince Nico Mbargas highlife-hit "Sweet Mother" är den mest sålda afrikanska skivan någonsin. De två populäraste stilarna är makossa och bikutsi. Makossa utvecklades i Douala och blandar folkmusik, highlife, soul och soukous. Artister som Manu Dibango, Francis Bebey, Moni Bilé och Petit-Pays populariserade stilen över hela världen på 1970- och 1980-talen. Bikutsi var ursprungligen krigsmusik hos ewondo. Artister som Anne-Marie Nzié utvecklade det till en populär dansmusik med början på 1940-talet, och senare artister som Mama Ohandja och Les Têtes Brulées populariserade det internationellt under 1960-, 1970- och 1980-talen.

#### Bildkonst

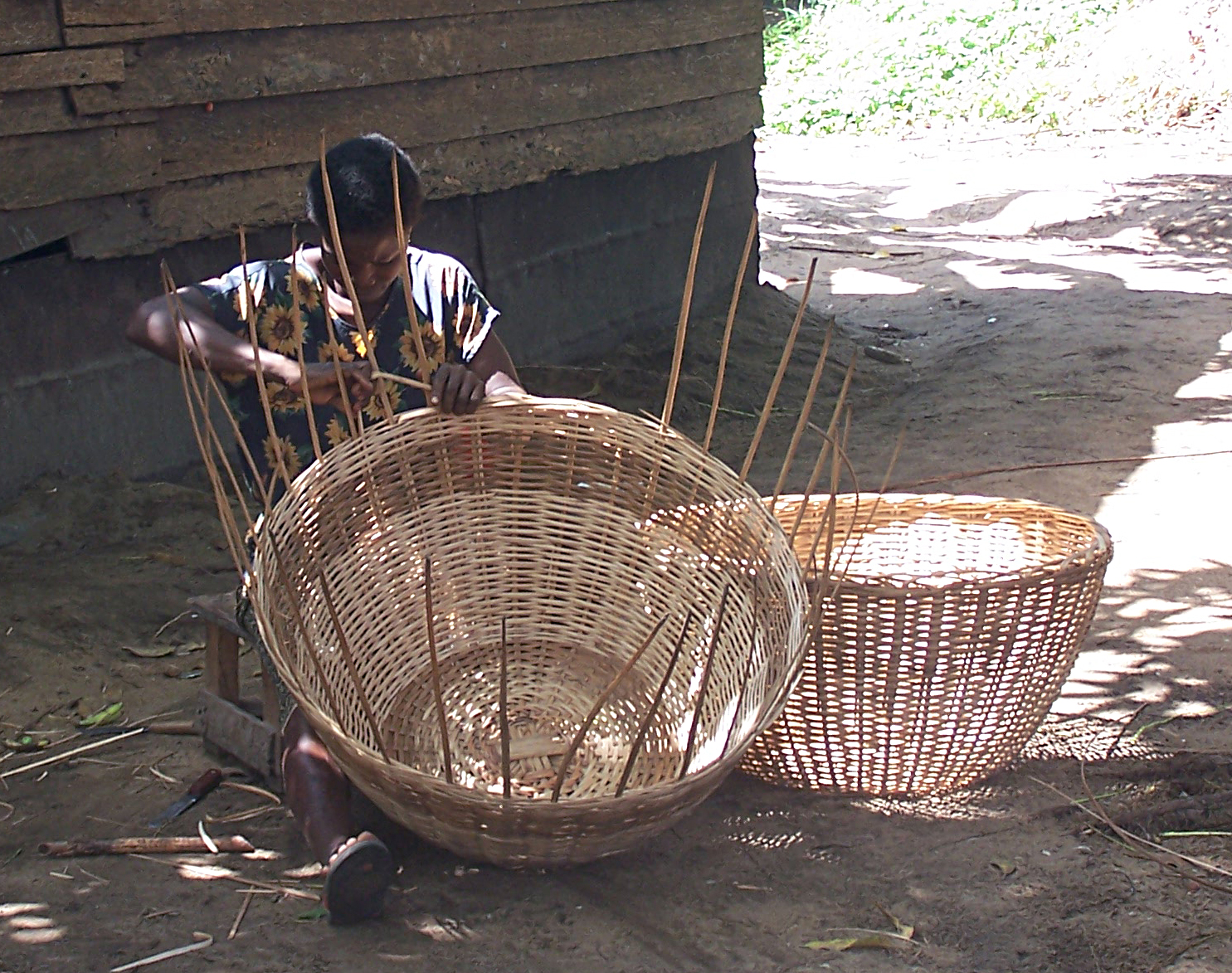
En kvinna som väver en korg nära Ossasjön i provinsen Littoral. I hela Kamerun utövas sådant hantverk.

Traditionell konst och hantverk utövas över hela landet för kommersiella, dekorativa och religiösa syften. Träsniderier och skulpturer är särskilt vanliga. Den höga kvaliteten på leran från högländerna i väster gör den lämplig för krukmakeri och keramik. Andra hantverk är bland annat korgvävning, pärlarbeten, mässings- och bronsarbeten, snide och målning av kalebasser, broderi och läderarbeten. 

#### Film
Samtidigt ägnade sig filmskapare som Jean-Pierre Dikongué Pipa och Daniel Kamwai mitten av 1970-talet åt konflikterna mellan det traditionella och det postkoloniala samhället. Litteratur och filmer under de följande två årtiondena koncentrerade sig mer på helt kamerunska teman.

#### Arkitektur
Traditionellt bostadsbyggande använder lokalt tillgängliga material och varierar från provisoriska skydd av trä och blad hos nomadiska mbororo till de fyrkantiga husen av lera med halmtak hos folken i söder. Bostäder tillverkade av material som cement och plåt blir allt vanligare.

### Traditioner

#### Helgdagar och högtider
Sju nationella helgdagar observeras under året. Bland de rörliga helgdagarna finns de kristna helgdagarna långfredag, påskdagen, annandag påsk och Kristi himmelsfärdsdag samt de muslimska helgdagarna 'Id al-Fitr, 'Id al-Adha och Eid Milad Nnabi.
| Datum       | Svenskt namn              |
| ----------- | ------------------------- |
| 1 januari   | Nyårsdagen                |
| 11 februari | Nationella ungdomsdagen   |
| 1 maj       | Första maj                |
| 20 maj      | Nationaldagen             |
| 15 augusti  | Jungfru Marie himmelsfärd |
| 1 oktober   | Förenandets dag           |
| 25 december | Juldagen                  |

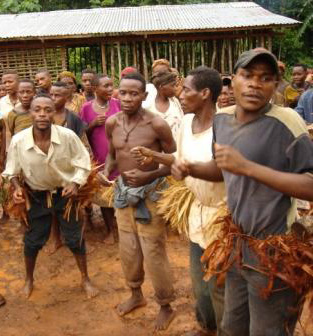
Bakadansare hälsar besökare till provinsen Est.

Var och en av Kameruns etniska grupper har sina egna kulturella uttryck. Typiska firanden är bland annat födelser, dödsfall, sådd, skörd och religiösa ritualer.

#### Matkultur
Maten i Kamerun varierar efter region, men en stor kvällsmåltid med en rätt är vanlig över hela landet. En typisk maträtt baseras på cocoyam, majs, maniok, hirs, kokbananer, potatis, ris eller jams, som ofta krossas till degliknande fufu. Detta serveras med en sås, soppa eller gryta gjord av bladgrönsaker, jordnötter, palmolja eller andra ingredienser. Kött och fisk är populära men dyra tillägg. Maträtterna är ofta ganska starka, kryddade med salt, spanskpeppar och Maggi. Vatten, palmvin och hirsöl är de traditionella måltidsdryckerna, men öl, läsk och vin har ökat i popularitet. Bestick är vanliga, men maten hanteras traditionellt med högerhanden.  Frukosten består av rester eller bröd och frukt med kaffe eller te. Snacks är populära särskilt i större städer där de kan köpas från gatuförsäljare.

### Idrott

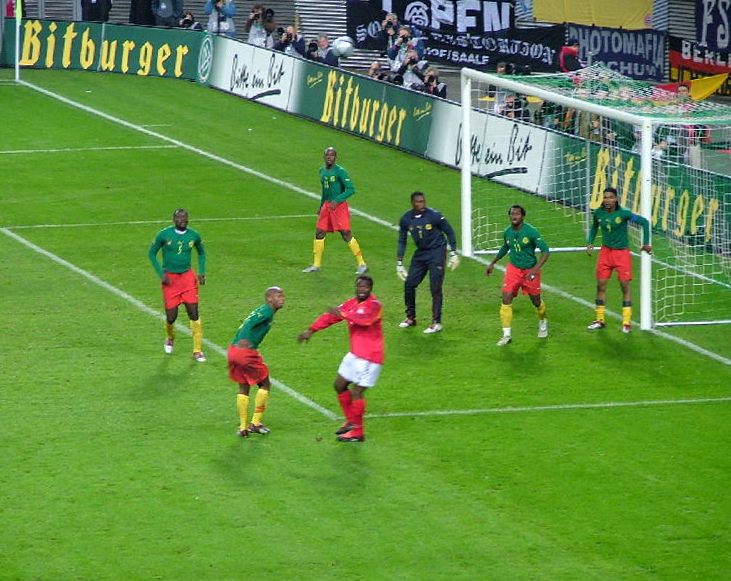
Kamerun möter Tyskland på Zentralstadion i Leipzig, 27 april 2003.

Staten förespråkar kraftfullt all slags sport. Bland de traditionella sporterna finns kanot och brottning, och flera hundra löpare deltar i 40-kilometersloppet Mount Cameroon Race of Hope varje år. Kamerun är ett av ett fåtal tropiska länder som har deltagit i Olympiska vinterspelen. Sportlivet i Kamerun domineras dock av fotboll. Det finns mängder av amatörfotbollslag, som organiseras efter etnicitet eller av företag. Kameruns herrlandslag i fotboll har varit ett av de mest framgångsrika i Afrika sedan dess starka resultat i Världsmästerskapet i fotboll 1990. Kamerun har vunnit fem titlar i Afrikanska mästerskapet i fotboll för herrar och guldmedaljen i OS 2000.

## Internationella rankningar
| Organisation                                | Undersökning                   | Rankning   |
| ------------------------------------------- | ------------------------------ | ---------- |
| Heritage Foundation/The Wall Street Journal | Index of Economic Freedom 2019 | 145 av 180 |
| Reportrar utan gränser                      | Pressfrihetsindex 2019         | 131 av 180 |
| Transparency International                  | Korruptionsindex 2018          | 152 av 180 |
| FN:s utvecklingsprogram                     | Human Development Index 2018   | 150 av 189 |